# Cecapi
Cecapi (acrònim d'Europen Comittee of Electrical Installation Equipment Manufacturers) és una associació de fabricants que promou tots els equips i components d'instal·lacions elèctriques per a ús comercial i residencial. Els components poden ser per exemple endolls, bases de corrent, interruptors, caixes de distribució, fusibles, sistemes de cablejats, sistemes electrònics domòtics, intercomunicadors de veu i vídeo, interruptors automàtics i diferencials.